# Matança a Virgínia Tech
La matança de Virginia Tech va tenir lloc el 16 d'abril de 2007, al campus d'aquesta universitat, a Blacksburg, Virgínia. Seung-Hui Cho, estudiant d'últim curs de la universitat, va matar a trets 32 persones i en va ferir 17 més en dos atacs diferents, amb dues hores de diferència aproximadament, abans de suïcidar-se (sis persones més es van fer mal en saltar per les finestres de la classe). La massacre és el segon pitjor tiroteig fet per una sola persona de la història dels Estats Units (després de la massacre de la discoteca Pulse d'Orlando de 2016) i un dels més mortals fets per una sola persona en tot el món.

## Víctimes Mortals
La següent és una llista parcial, i només inclou les víctimes que han estat específicament esmentades en els mitjans de comunicació.

### Primer tiroteig: West Ambler Johnston Hall
Ambdues víctimes eren estudiants:
- Emily J. Hilscher, 19, estudiant de primer any procedent de Woodville, del comtat de Rappahannock, Virgínia.[5]
- Ryan Clark, 22, estudiant de Martínez (Geòrgia, EUA) cursant Biologia, Anglès i Psicologia. Va ser executat als dormitoris quan va córrer a investigar què succeïa i va topar-se amb l'assassí.

### Segon tiroteig: Edifici d'Enginyeria Norris Hall

#### Estudiants

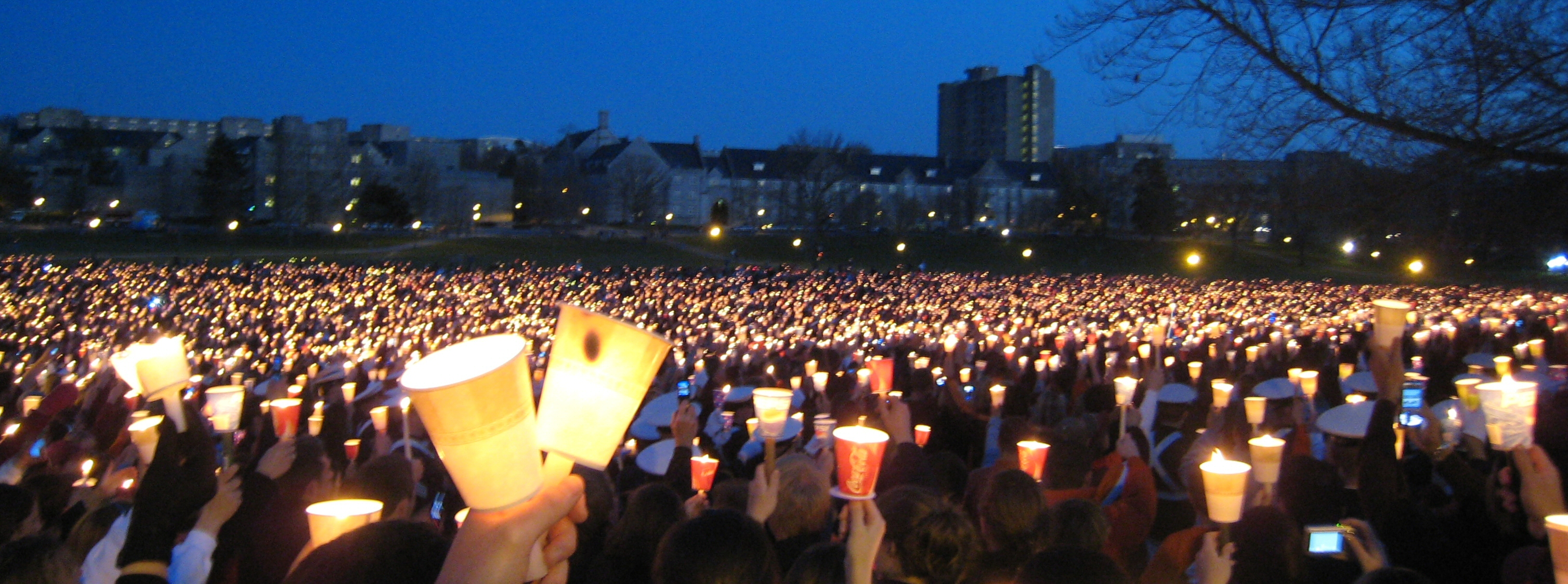
Homenatge dels alumnes als seus companys morts en la massacre

- Ross Abdallah Alameddine, estudiant de segon any procedent de Saugus, Massachusetts.[6]
- Brian Bluhm, estudiant graduat en Enginyeria Civil.[7][8]
- Caitlin Hammaren, estudiant de segon any en Estudis Internacionals i Francès.[9]
- Matthew Laporte, estudiant de primer any de Dumont, Nova Jersey en Estudis Universitaris.[9]
- Jarrett Lane, estudiant de l'últim curs d'Enginyeria Civil, procedent de Narrows, Virgínia.[9]
- Henry Lee, estudiant de primer any en Enginyeria Informàtica, procedent de Roanoke, Virgínia.[9]
- Juan Ortiz Ortiz, estudiant graduat en Enginyeria Civil, de Puerto Rico.[9]
- Daniel Pérez Cueva, estudiant de Relacions Internacionals, del Perú.[10]
- Erin Peterson, estudiant de primer any.[11]
- Mary Karen Read, estudiant de primer any d'Annandale, Virgínia.[9]
- Reema Samaha, estudiant de primer any de Centreville, Virgínia.[9]
- Leslie Sherman, estudiant de segon any en Història i Estudis Internacionals, de Springfield, Virgínia.[12]
- Maxine Turner, estudiant de l'últim curs en Enginyeria Química, de Vienna, Virgínia.[9]
- Daniel O'Neil, estudiant de Lincoln, Rhode Island.[13]

#### Professors
- Christopher Jamie Bishop, 35 anys, professor de Llengua Estrangera i Literatura (Alemany). Fill de l'escriptor de ciència-ficció Michael Bishop, i exalumne de la Universitat de Geòrgia.[14]
- Jocelyne Couture-Nowak, professora de Llengua Francès, de Montréal, Quebec, Canadà[14]
- Kevin Granata, 45 anys, professor de Ciències de l'Enginyeria i Mecànica.[9]
- Liviu Librescu, 77 anys, professor de Ciències de l'Enginyeria i Mecànica, i sobrevivent de l'Holocaust. Mort en bloquejar la porta de l'aula perquè l'assassí no entrés i els seus alumnes poguessin escapar per les finestres.[15]
- G. V. Loganathan, 51 anys, professor d'Enginyeria Ambiental i Civil, procedent de Madràs, Índia.[1]